# Kanton Chambéry-Nord
Kanton Chambéry-Nord/Sonnaz is een voormalig kanton van het Franse departement Savoie. Kanton Chambéry-Nord/Sonnaz maakte deel uit van het arrondissement Chambéry en telde 14 705 inwoners in 1999. Het werd opgeheven bij decreet van 27 februari 2014 met uitwerking op 22 maart 2015.

## Gemeenten
Het kanton Chambéry-Nord omvatte de volgende gemeenten:
- Chambéry (deels, hoofdplaats), wijken: Hauts-de-Chambéry en du Mollard, hameau Chambéry-le-Vieux.
- Sonnaz